# Llista de jugadores número 1 del rànquing de dobles WTA
La llista de jugadores número 1 del rànquing de dobles WTA és una llista de tennistes número 1 de l'Associació de tennis femení (WTA). Mostra aquelles jugadores que han esdevingut número 1 del món en categoria de dobles femenins.
El rànquing està basat en els resultats obtinguts pels jugadors durant el darrer any (52 setmanes) a partir dels punts obtinguts en els diferents torneigs. La quantitat de punts es basa en la ronda a la qual s'accedeix i també per la categoria del torneig. El sistema actual de rànquing es va establir el 4 de setembre de 1984 i s'actualitza a l'inici de cada setmana.

## Llista de jugadores número 1

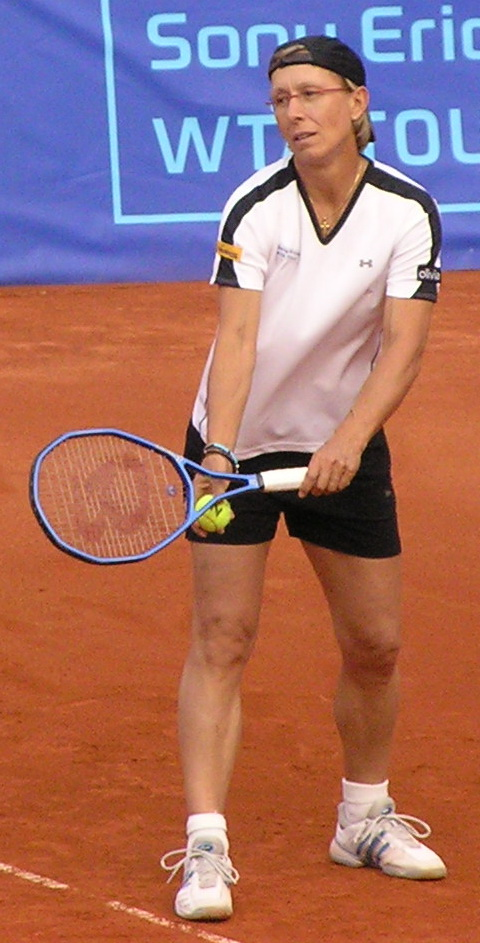
Martina Navrátilová té el rècord de més setmanes al número 1 (2006).

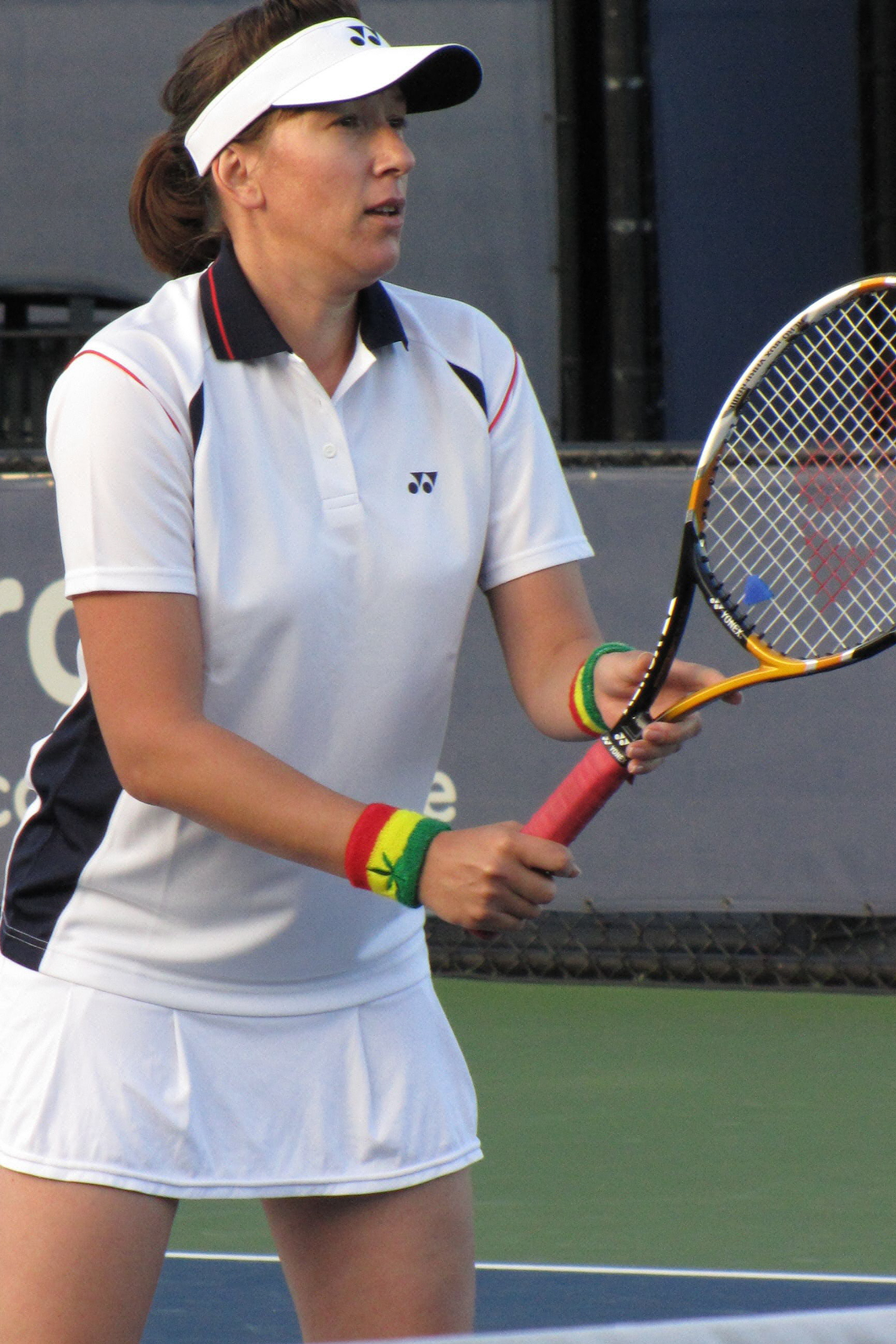
Nataixa Zvéreva (2010)

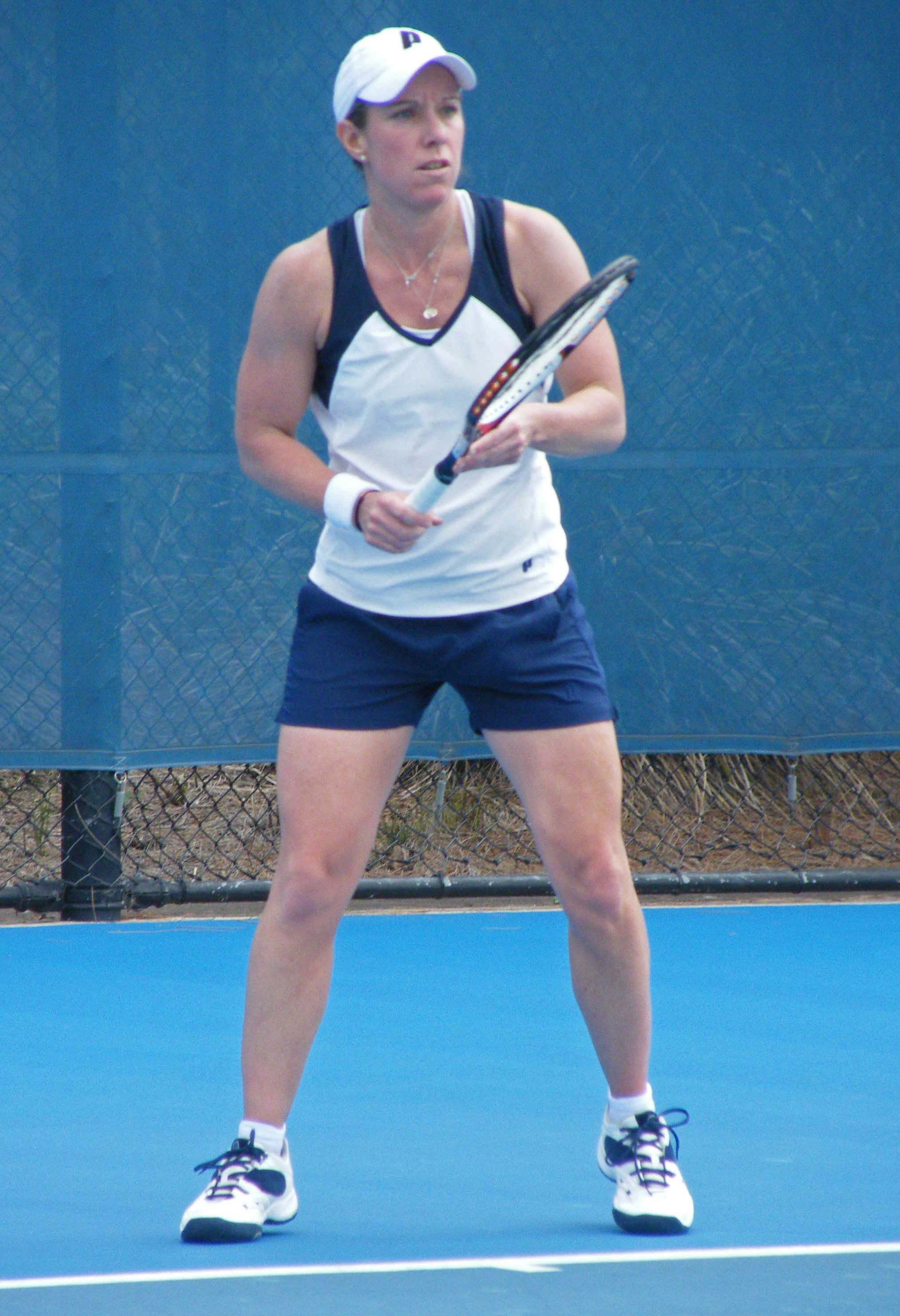
Lisa Raymond (2011)

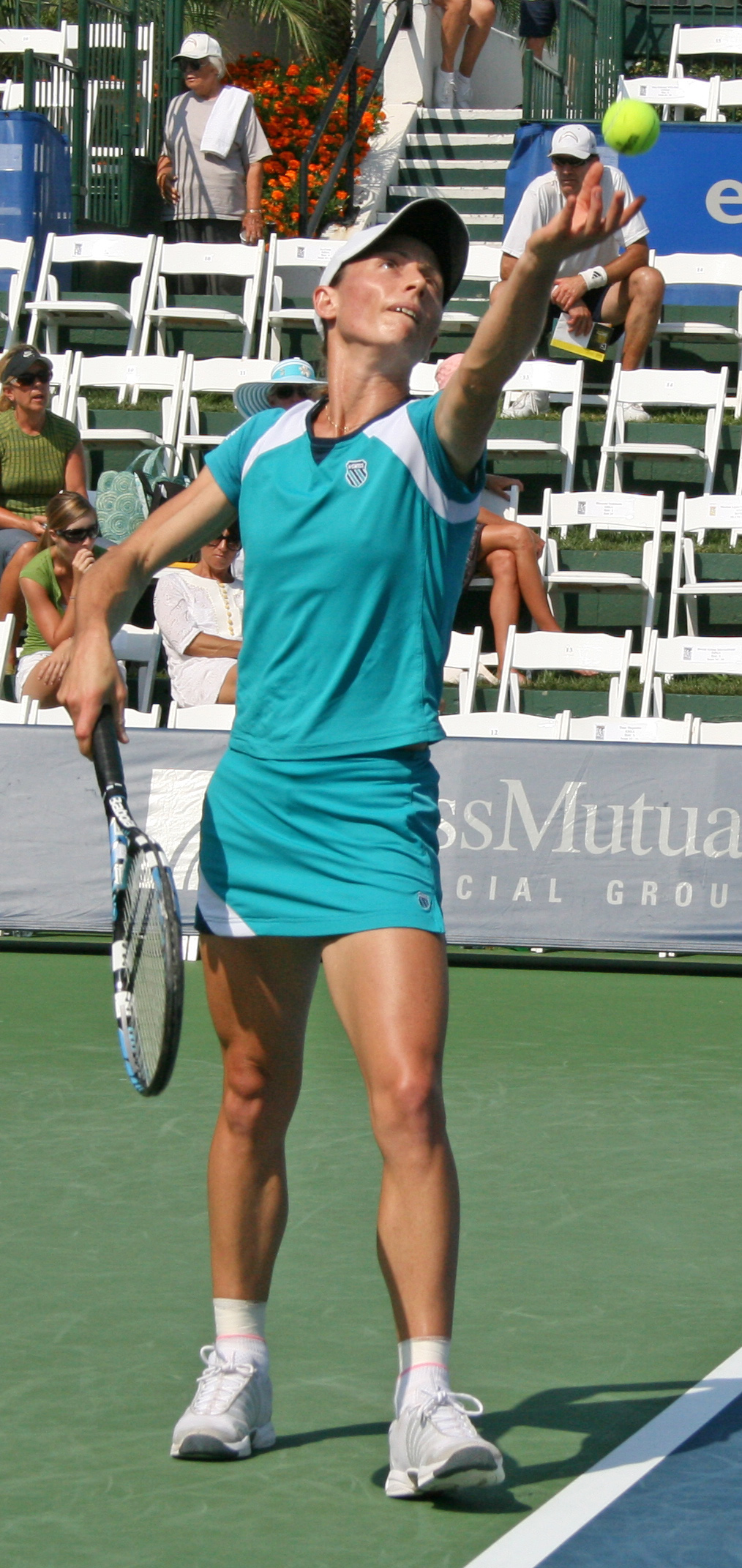
Cara Black (2007)

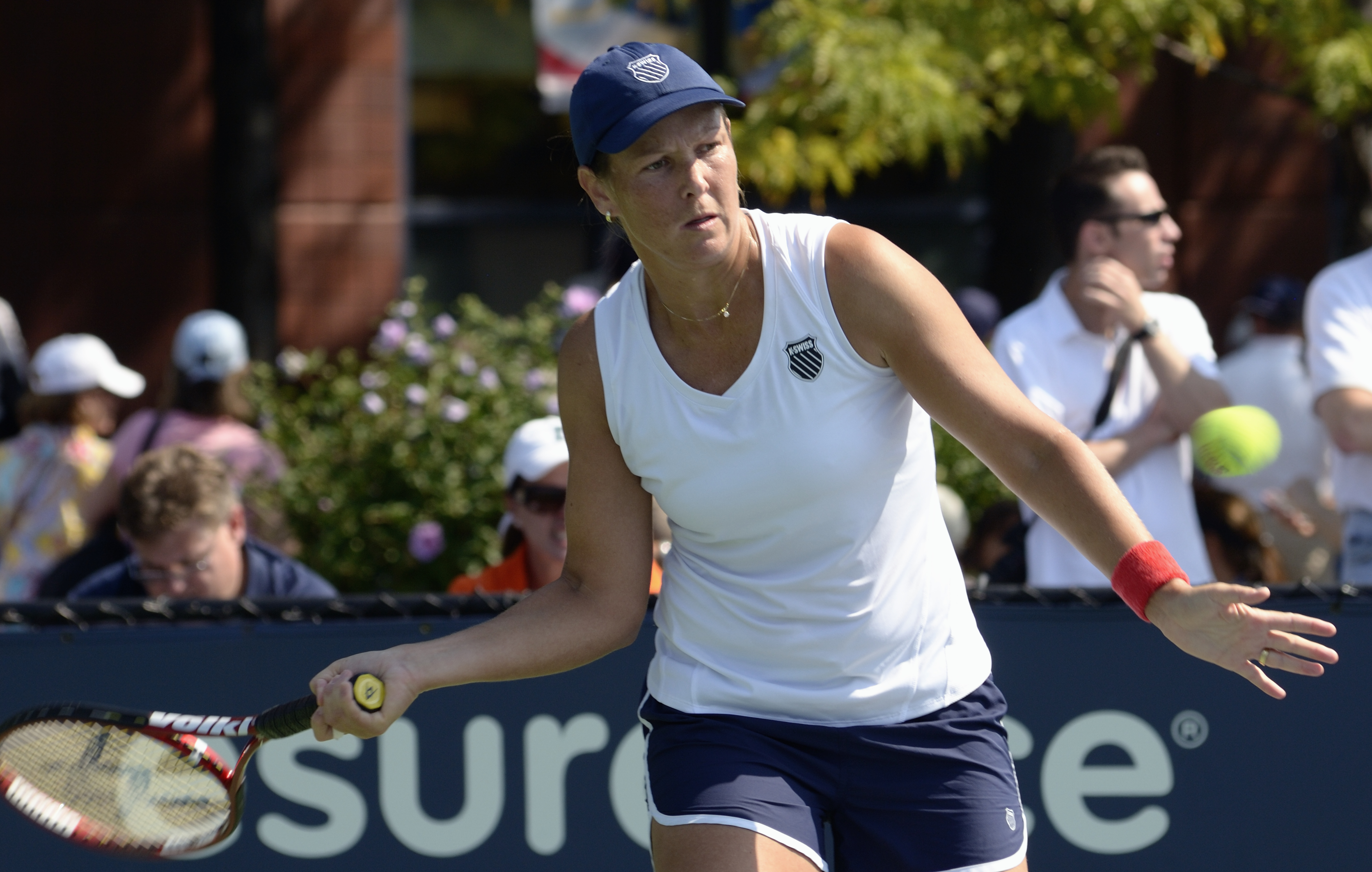
Liezel Huber (2011)

| Núm.                  | País                        | Jugadora                 | Data inicial           | Data final             | Setmanes       | Acumulat |
| --------------------- | --------------------------- | ------------------------ | ---------------------- | ---------------------- | -------------- | -------- |
| 1                     | EUA                         | Martina Navrátilová      | 4 de setembre de 1984  | 17 de maig de 1985     | 27             | 27       |
| 2                     | USA                         | Pam Shriver              | 18 de març de 1985     | 19 de gener de 1986    | 44             | 44       |
|                       | USA                         | Martina Navrátilová (2)  | 20 de gener de 1986    | 20 de juliol de 1986   | 26             | 53       |
| USA                   | Pam Shriver (2)             | 21 de juliol de 1986     | 17 d'agost de 1986     | 4                      | 48             |          |
| USA                   | Martina Navrátilová (3)     | 18 d'agost de 1986       | 4 de febrer de 1990    | 181                    | 234            |          |
| 3                     | TCH                         | Helena Suková            | 5 de febrer de 1990    | 18 de febrer de 1990   | 2              | 2        |
|                       | USA                         | Martina Navrátilová (4)  | 19 de febrer de 1990   | 4 de març de 1990      | 2              | 236      |
| TCH                   | Helena Suková (2)           | 5 de març de 1990        | 6 de març de 1990      | 9                      | 11             |          |
| USA                   | Martina Navrátilová (5)     | 7 de maig de 1990        | 13 de maig de 1990     | 1                      | 237            |          |
| TCH                   | Helena Suková (3)           | 14 de maig de 1990       | 26 d'agost de 1990     | 15                     | 26             |          |
| 4                     | TCH                         | Jana Novotná             | 27 d'agost de 1990     | 14 d'octubre de 1990   | 7              | 7        |
|                       | TCH                         | Helena Suková (4)        | 15 d'octubre de 1990   | 17 de febrer de 1991   | 18             | 44       |
| TCH                   | Jana Novotná (2)            | 18 de febrer de 1991     | 3 de març de 1991      | 2                      | 9              |          |
| 5                     | USA                         | Gigi Fernández           | 4 de març de 1991      | 10 de març de 1991     | 1              | 1        |
|                       | TCH                         | Jana Novotná (3)         | 11 de març de 1991     | 31 de març de 1991     | 3              | 12       |
| USA                   | Gigi Fernández (2)          | 1 d'abril de 1991        | 7 d'abril de 1991      | 1                      | 2              |          |
| TCH                   | Helena Suková (5)           | 8 d'abril de 1991        | 9 de juny de 1991      | 9                      | 53             |          |
| USA                   | Gigi Fernández (3)          | 10 de juny de 1991       | 8 de setembre de 1991  | 13                     | 15             |          |
| CZE                   | Jana Novotná (4)            | 9 de setembre de 1991    | 6 d'octubre de 1991    | 4                      | 16             |          |
| 6                     | URS                         | Nataixa Zvéreva          | 7 d'octubre de 1991    | 13 d'octubre de 1991   | 1              | 1        |
|                       | CZE                         | Jana Novotná (5)         | 14 d'octubre de 1991   | 26 de gener de 1992    | 15             | 31       |
| 7                     | LVA                         | Larisa Neiland           | 27 de gener de 1992    | 2 de febrer de 1992    | 1              | 1        |
|                       | CZE                         | Jana Novotná (6)         | 3 de febrer de 1992    | 16 de febrer de 1992   | 2              | 33       |
| LVA                   | Larisa Neiland (2)          | 17 de febrer de 1992     | 23 de febrer de 1992   | 1                      | 2              |          |
| CZE                   | Jana Novotná (7)            | 24 de febrer de 1992     | 22 de març de 1992     | 4                      | 37             |          |
| LVA                   | Larisa Neiland (3)          | 23 de març de 1992       | 5 d'abril de 1992      | 2                      | 4              |          |
| CZE                   | Jana Novotná (8)            | 6 d'abril de 1992        | 14 de juny de 1992     | 11                     | 48             |          |
| BLR                   | Nataixa Zvéreva (2)         | 15 de juny de 1992       | 21 de juny de 1992     | 1                      | 2              |          |
| CZE                   | Jana Novotná (9)            | 22 de juny de 1992       | 11 d'octubre de 1992   | 15                     | 63             |          |
| BLR                   | Nataixa Zvéreva (3)         | 12 d'octubre de 1992     | 18 d'octubre de 1992   | 1                      | 3              |          |
| 8                     | ESP                         | Arantxa Sánchez Vicario  | 19 d'octubre de 1992   | 15 de novembre de 1992 | 4              | 4        |
|                       | BLR                         | Nataixa Zvéreva (4)      | 16 de novembre de 1992 | 22 de novembre de 1992 | 1              | 4        |
| CZE                   | Helena Suková (6)           | 23 de novembre de 1992   | 10 de gener de 1993    | 7                      | 60             |          |
| BLR                   | Nataixa Zvéreva             | 11 de gener de 1993      | 4 d'abril de 1993      | 12                     | 16             |          |
| USA                   | Gigi Fernández (4)          | 5 d'abril de 1993        | 12 de setembre de 1993 | 23                     | 38             |          |
| CZE                   | Helena Suková (7)           | 13 de setembre de 1993   | 31 d'octubre de 1993   | 7                      | 67             |          |
| USA                   | Gigi Fernández (5)          | 1 de novembre de 1993    | 14 de novembre de 1993 | 2                      | 40             |          |
| CZE                   | Helena Suková (8)           | 15 de novembre de 1993   | 21 de novembre de 1993 | 1                      | 68             |          |
| USA                   | Gigi Fernández (6)          | 22 de novembre de 1993   | 14 d'agost de 1994     | 38                     | 78             |          |
| BLR                   | Nataixa Zvéreva (6)         | 15 d'agost de 1994       | 12 de febrer de 1995   | 26                     | 42             |          |
| ESP                   | Arantxa Sánchez Vicario (2) | 13 de febrer de 1995     | 26 de febrer de 1995   | 2                      | 6              |          |
| BLR                   | Nataixa Zvéreva (7)         | 27 de febrer de 1995     | 5 de març de 1995      | 1                      | 43             |          |
| USA                   | Gigi Fernández (7)          | 6 de març de 1995        | 12 de març de 1995     | 1                      | 79             |          |
| BLR                   | Nataixa Zvéreva (8)         | 13 de març de 1995       | 26 de març de 1995     | 2                      | 45             |          |
| ESP                   | Arantxa Sánchez Vicario (3) | 27 de març de 1995       | 5 de novembre de 1995  | 32                     | 38             |          |
| USA                   | Gigi Fernández (8)          | 6 de novembre de 1995    | 12 de novembre de 1995 | 1                      | 80             |          |
| ESP                   | Arantxa Sánchez Vicario (4) | 13 de novembre de 1995   | 6 d'abril de 1997      | 73                     | 111            |          |
| BLR                   | Nataixa Zvéreva (9)         | 7 d'abril de 1997        | 19 d'octubre de 1997   | 29                     | 74             |          |
| 9                     | USA                         | Lindsay Davenport        | 20 d'octubre de 1997   | 2 de novembre de 1997  | 2              | 2        |
|                       | BLR                         | Nataixa Zvéreva (10)     | 3 de novembre de 1997  | 25 de gener de 1998    | 12             | 86       |
| USA                   | Lindsay Davenport (2)       | 26 de gener de 1998      | 12 d'abril de 1998     | 11                     | 13             |          |
| BLR                   | Nataixa Zvéreva (11)        | 13 d'abril de 1998       | 7 de juny de 1998      | 8                      | 94             |          |
| 10                    | CHE                         | Martina Hingis           | 8 de juny de 1998      | 2 d'agost de 1998      | 8              | 8        |
|                       | CZE                         | Jana Novotná (10)        | 3 d'agost de 1998      | 9 d'agost de 1998      | 1              | 64       |
| USA                   | Lindsay Davenport (3)       | 10 d'agost de 1998       | 16 d'agost de 1998     | 1                      | 14             |          |
| CHE                   | Martina Hingis (2)          | 17 d'agost de 1998       | 25 d'octubre de 1998   | 10                     | 18             |          |
| BLR                   | Nataixa Zvéreva (12)        | 26 d'octubre de 1998     | 1 de novembre de 1998  | 1                      | 95             |          |
| CHE                   | Martina Hingis (3)          | 2 de novembre de 1998    | 22 de novembre de 1998 | 3                      | 21             |          |
| BLR                   | Nataixa Zvéreva (13)        | 23 de novembre de 1998   | 16 de maig de 1999     | 25                     | 120            |          |
| CZE                   | Jana Novotná (11)           | 17 de maig de 1999       | 6 de juny de 1999      | 3                      | 67             |          |
| CHE                   | Martina Hingis (4)          | 7 de juny de 1999        | 4 de juliol de 1999    | 4                      | 25             |          |
| BLR                   | Nataixa Zvéreva (14)        | 5 de juliol de 1999      | 1 d'agost de 1999      | 4                      | 124            |          |
| CHE                   | Martina Hingis (5)          | 2 d'agost de 1999        | 22 d'agost de 1999     | 3                      | 28             |          |
| USA                   | Lindsay Davenport (4)       | 23 d'agost de 1999       | 21 de novembre de 1999 | 13                     | 27             |          |
| 11                    | RUS                         | Anna Kúrnikova           | 22 de novembre de 1999 | 30 de gener de 2000    | 10             | 10       |
|                       | CHE                         | Martina Hingis (6)       | 31 de gener de 2000    | 19 de març de 2000     | 7              | 35       |
| USA                   | Lindsay Davenport (5)       | 20 de març de 2000       | 2 d'abril de 2000      | 2                      | 29             |          |
| 12                    | USA                         | Corina Morariu           | 3 d'abril de 2000      | 16 d'abril de 2000     | 2              | 2        |
|                       | USA                         | Lindsay Davenport (6)    | 17 d'abril de 2000     | 7 de maig de 2000      | 3              | 32       |
| USA                   | Corina Morariu (2)          | 8 de maig de 2000        | 11 de juny de 2000     | 5                      | 7              |          |
| 13                    | USA                         | Lisa Raymond             | 12 de juny de 2000     | 20 d'agost de 2000     | 10             | 10       |
|                       | USA                         | Lisa Raymond             | 21 d'agost de 2000     | 10 de setembre de 2000 | 3              | 13       |
| 14                    | AUS                         | Rennae Stubbs            | 21 d'agost de 2000     | 10 de setembre de 2000 | 3              | 3        |
| 15                    | FRA                         | Julie Halard-Decugis     | 11 de setembre de 2000 | 22 d'octubre de 2000   | 6              | 6        |
| 16                    | JPN                         | Ai Sugiyama              | 23 d'octubre de 2000   | 29 d'octubre de 2000   | 1              | 1        |
|                       | FRA                         | Julie Halard-Decugis (2) | 30 d'octubre de 2000   | 24 de desembre de 2000 | 8              | 14       |
| JPN                   | Ai Sugiyama (2)             | 25 de desembre de 2000   | 26 d'agost de 2001     | 35                     | 36             |          |
| USA                   | Lisa Raymond (2)            | 27 d'agost de 2001       | 8 de setembre de 2002  | 54                     | 67             |          |
| 17                    | ARG                         | Paola Suárez             | 9 de setembre de 2002  | 3 d'agost de 2003      | 47             | 47       |
| 18                    | BEL                         | Kim Clijsters            | 4 d'agost de 2003      | 10 d'agost de 2003     | 1              | 1        |
|                       | JPN                         | Ai Sugiyama (3)          | 11 d'agost de 2003     | 17 d'agost de 2003     | 1              | 37       |
| BEL                   | Kim Clijsters (2)           | 18 d'agost de 2003       | 7 de setembre de 2003  | 3                      | 4              |          |
| 19                    | ESP                         | Virginia Ruano Pascual   | 8 de setembre de 2003  | 14 de setembre de 2003 | 1              | 1        |
|                       | JPN                         | Ai Sugiyama (4)          | 15 de setembre de 2003 | 9 de novembre de 2003  | 8              | 45       |
| ARG                   | Paola Suárez (2)            | 10 de novembre de 2003   | 25 de juliol de 2004   | 37                     | 84             |          |
| ESP                   | Virginia Ruano Pascual (2)  | 26 de juliol de 2004     | 1 d'agost de 2004      | 1                      | 2              |          |
| ARG                   | Paola Suárez (3)            | 2 d'agost de 2004        | 22 d'agost de 2004     | 3                      | 87             |          |
| ESP                   | Virginia Ruano Pascual (2)  | 2 d'agost de 2004        | 22 d'agost de 2004     | 3                      | 5              |          |
| ESP                   | Virginia Ruano Pascual (2)  | 23 d'agost de 2004       | 16 d'octubre de 2005   | 60                     | 65             |          |
| 20                    | ZWE                         | Cara Black               | 17 d'octubre de 2005   | 5 de febrer de 2006    | 16             | 16       |
| 21                    | AUS                         | Samantha Stosur          | 6 de febrer de 2006    | 6 de juliol de 2006    | 22             | 22       |
|                       | USA                         | Lisa Raymond (3)         | 7 de juliol de 2006    | 8 d'abril de 2007      | 39             | 106      |
| AUS                   | Samantha Stosur             | 61                       | 7 de juliol de 2006    | 8 d'abril de 2007      | 39             |          |
| USA                   | Lisa Raymond (3)            | 9 d'abril de 2007        | 10 de juny de 2007     | 9                      | 115            |          |
| ZWE                   | Cara Black (2)              | 11 de juny de 2007       | 24 de juny de 2007     | 2                      | 18             |          |
| USA                   | Lisa Raymond (4)            | 25 de juny de 2007       | 8 de juliol de 2007    | 2                      | 117            |          |
| ZWE                   | Cara Black (3)              | 9 de juliol de 2007      | 11 de novembre de 2007 | 18                     | 36             |          |
| ZWE                   | Cara Black (3)              | 12 de novembre de 2007   | 18 d'abril de 2010     | 127                    | 163            |          |
| 22                    | USA                         | 12 de novembre de 2007   | 18 d'abril de 2010     | 127                    | Liezel Huber   | 127      |
|                       | USA                         | Liezel Huber             | 19 d'abril de 2010     | 6 de juny de 2010      | 7              | 134      |
| 23                    | USA                         | Serena Williams          | 7 de juny de 2010      | 1 d'agost de 2010      | 8              | 8        |
| 24                    | USA                         | Venus Williams           | 7 de juny de 2010      | 1 d'agost de 2010      | 8              | 8        |
|                       | USA                         | Liezel Huber (2)         | 2 d'agost de 2010      | 31 d'octubre de 2010   | 13             | 147      |
| 25                    | ARG                         | Gisela Dulko             | 1 de novembre de 2010  | 27 de febrer de 2011   | 17             | 17       |
|                       | ARG                         | Gisela Dulko             | 28 de febrer de 2011   | 17 d'abril de 2011     | 7              | 24       |
| 26                    | ITA                         | Flavia Pennetta          | 28 de febrer de 2011   | 17 d'abril de 2011     | 7              | 7        |
|                       | ITA                         | Flavia Pennetta          | 18 d'abril de 2011     | 4 de juliol de 2011    | 11             | 18       |
| 27                    | CZE                         | Květa Peschke            | 5 de juliol de 2011    | 11 de setembre de 2011 | 10             | 10       |
| 28                    | SVN                         | Katarina Srebotnik       | 5 de juliol de 2011    | 11 de setembre de 2011 | 10             | 10       |
|                       | USA                         | Liezel Huber (3)         | 12 de setembre de 2011 | 22 d'abril de 2012     | 32             | 179      |
| USA                   | Lisa Raymond (5)            | 23 d'abril de 2012       | 9 de setembre de 2012  | 20                     | 137            |          |
| USA                   | Liezel Huber (3)            | 23 d'abril de 2012       | 9 de setembre de 2012  | 20                     | 199            |          |
| 29                    | ITA                         | Sara Errani              | 10 de setembre de 2012 | 14 d'octubre de 2012   | 5              | 5        |
| 30                    | ITA                         | Roberta Vinci            | 15 d'octubre de 2012   | 28 d'abril de 2013     | 28             | 28       |
|                       | ITA                         | Sara Errani (2)          | 29 d'abril de 2013     | 16 de febrer de 2014   | 42             | 47       |
| ITA                   | Roberta Vinci               | 70                       | 29 d'abril de 2013     | 16 de febrer de 2014   | 42             |          |
| 31                    | CHN                         | Peng Shuai               | 17 de febrer de 2014   | 11 de maig de 2014     | 12             | 12       |
|                       | CHN                         | Peng Shuai               | 12 de maig de 2014     | 18 de maig de 2014     | 1              | 13       |
| 32                    | TPE                         | Hsieh Su-wei             | 12 de maig de 2014     | 18 de maig de 2014     | 1              | 1        |
|                       | CHN                         | Peng Shuai               | 19 de maig de 2014     | 8 de juny de 2014      | 3              | 16       |
| CHN                   | Peng Shuai                  | 9 de juny de 2014        | 6 de juliol de 2014    | 1                      | 20             |          |
| TPE                   | Hsieh Su-wei (2)            | 9 de juny de 2014        | 6 de juliol de 2014    | 1                      | 5              |          |
| ITA                   | Sara Errani (3)             | 7 de juliol de 2014      | 12 d'abril de 2015     | 40                     | 87             |          |
| ITA                   | Roberta Vinci (2)           | 7 de juliol de 2014      | 12 d'abril de 2015     | 40                     | 110            |          |
| 33                    | IND                         | Sania Mirza              | 13 d'abril de 2015     | 17 de gener de 2016    | 40             | 40       |
|                       | IND                         | Sania Mirza              | 18 de gener de 2016    | 21 d'agost de 2016     | 31             | 71       |
| CHE                   | Martina Hingis (7)          | 66                       | 18 de gener de 2016    | 21 d'agost de 2016     | 31             |          |
| IND                   | Sania Mirza                 | 22 d'agost de 2016       | 8 de gener de 2017     | 20                     | 91             |          |
| 34                    | USA                         | Bethanie Mattek-Sands    | 9 de gener de 2017     | 20 d'agost de 2017     | 32             | 32       |
| 35                    | CZE                         | Lucie Šafářová           | 21 d'agost de 2017     | 1 d'octubre de 2017    | 6              | 6        |
|                       | CHE                         | Martina Hingis (8)       | 2 d'octubre de 2017    | 22 d'octubre de 2017   | 3              | 69       |
| CHE                   | Martina Hingis              | 23 d'octubre de 2017     | 18 de març de 2018     | 21                     | 90             |          |
| 36                    | TPE                         | 23 d'octubre de 2017     | 18 de març de 2018     | 21                     | Latisha Chan   | 21       |
|                       | TPE                         | Latisha Chan             | 19 de març de 2018     | 10 de juny de 2018     | 12             | 33       |
| 37                    | RUS                         | Iekaterina Makàrova      | 11 de juny de 2018     | 15 de juliol de 2018   | 5              | 5        |
| 38                    | RUS                         | Ielena Vesninà           | 11 de juny de 2018     | 15 de juliol de 2018   | 5              | 5        |
| 39                    | HUN                         | Tímea Babos              | 16 de juliol de 2018   | 12 d'agost de 2018     | 4              | 4        |
|                       | TPE                         | Latisha Chan (2)         | 13 d'agost de 2018     | 19 d'agost de 2018     | 1              | 34       |
| HUN                   | Tímea Babos (2)             | 20 d'agost de 2018       | 21 d'octubre de 2018   | 9                      | 13             |          |
| 40                    | CZE                         | Barbora Krejčíková       | 22 d'octubre de 2018   | 13 de gener de 2019    | 12             | 12       |
| 41                    | CZE                         | Kateřina Siniaková       | 22 d'octubre de 2018   | 13 de gener de 2019    | 12             | 12       |
|                       | CZE                         | Kateřina Siniaková       | 14 de gener de 2019    | 9 de juny de 2019      | 21             | 33       |
| 42                    | FRA                         | Kristina Mladenovic      | 10 de juny de 2019     | 14 de juliol de 2019   | 5              | 5        |
| 43                    | CZE                         | Barbora Strýcová         | 15 de juliol de 2019   | 6 d'octubre de 2019    | 12             | 12       |
|                       | FRA                         | Kristina Mladenovic (2)  | 7 d'octubre de 2019    | 20 d'octubre de 2019   | 2              | 7        |
| CZE                   | Barbora Strýcová            | 21 d'octubre de 2019     | 2 de febrer de 2020    | 15                     | 27             |          |
| TPE                   | Hsieh Su-wei (3)            | 3 de febrer de 2020      | 23 de febrer de 2020   | 3                      | 8              |          |
| FRA                   | Kristina Mladenovic (3)     | 24 de febrer de 2020     | 1 de març de 2020      | 1                      | 8              |          |
| TPE                   | Hsieh Su-wei (4)            | 2 de març de 2020        | 22 de març de 2020     | 3                      | 11             |          |
| Rànquing WTA congelat | Rànquing WTA congelat       | Rànquing WTA congelat    | 23 de març de 2020     | 9 d'agost de 2020      | 20             | 20       |
|                       | TPE                         | Hsieh Su-wei (4)         | 10 d'agost de 2020     | 21 de febrer de 2021   | 31             | 39       |
| 44                    | BLR                         | Arina Sabalenka          | 22 de febrer de 2021   | 4 d'abril de 2021      | 6              | 6        |
|                       | TPE                         | Hsieh Su-wei (5)         | 5 d'abril de 2021      | 9 de maig de 2021      | 5              | 44       |
| 45                    | BEL                         | Elise Mertens            | 10 de maig de 2021     | 16 de maig de 2021     | 1              | 1        |
|                       | FRA                         | Kristina Mladenovic (4)  | 17 de maig de 2021     | 13 de juny de 2021     | 4              | 12       |
| CZE                   | Barbora Krejčíková (2)      | 14 de juny de 2021       | 11 de juliol de 2021   | 4                      | 16             |          |
| BEL                   | Elise Mertens (2)           | 12 de juliol de 2021     | 12 de setembre de 2021 | 9                      | 10             |          |
| TPE                   | Hsieh Su-wei (6)            | 13 de setembre de 2021   | 19 de setembre de 2021 | 1                      | 45             |          |
| BEL                   | Elise Mertens (3)           | 20 de setembre de 2021   | 26 de setembre de 2021 | 1                      | 11             |          |
| CZE                   | Barbora Krejčíková (3)      | 27 de setembre de 2021   | 17 d'octubre de 2021   | 3                      | 19             |          |
| BEL                   | Elise Mertens (4)           | 17 d'octubre de 2021     | 24 d'octubre de 2021   | 1                      | 12             |          |
| TPE                   | Hsieh Su-wei (7)            | 25 d'octubre de 2021     | 31 d'octubre de 2021   | 1                      | 46             |          |
| BEL                   | Elise Mertens (5)           | 1 de novembre de 2021    | 7 de novembre de 2021  | 1                      | 13             |          |
| TPE                   | Hsieh Su-wei (8)            | 8 de novembre de 2021    | 14 de novembre de 2021 | 1                      | 47             |          |
| CZE                   | Kateřina Siniaková (2)      | 15 de novembre de 2021   | 5 de juny de 2022      | 29                     | 62             |          |
| BEL                   | Elise Mertens (6)           | 6 de juny de 2022        | 14 d'agost de 2022     | 10                     | 23             |          |
| 46                    | USA                         | Coco Gauff               | 15 d'agost de 2022     | 11 de setembre de 2022 | 4              | 4        |
|                       | CZE                         | Kateřina Siniaková (3)   | 12 de setembre de 2022 | 10 de setembre de 2023 | 52             | 114      |
| USA                   | Coco Gauff (2)              | 11 de setembre de 2023   | 17 de setembre de 2023 | 1                      | 5              |          |
| 47                    | USA                         | 11 de setembre de 2023   | 17 de setembre de 2023 | 1                      | Jessica Pegula | 1        |
|                       | CZE                         | Kateřina Siniaková (4)   | 18 de setembre de 2023 | 24 de setembre de 2023 | 1              | 115      |
| BEL                   | Elise Mertens (7)           | 25 de setembre de 2023   | 22 d'octubre de 2023   | 4                      | 27             |          |
| USA                   | Coco Gauff (3)              | 23 d'octubre de 2023     | 5 de novembre de 2023  | 2                      | 7              |          |
| USA                   | Jessica Pegula (2)          | 23 d'octubre de 2023     | 5 de novembre de 2023  | 2                      | 3              |          |
| 48                    | AUS                         | Storm Hunter             | 6 de novembre de 2023  | 28 de gener de 2024    | 12             | 12       |
|                       | BEL                         | Elise Mertens (8)        | 29 de gener de 2024    | 17 de març de 2024     | 7              | 34       |
| TPE                   | Hsieh Su-wei (9)            | 18 de març de 2024       | 9 de juny de 2024      | 12                     | 59             |          |
| BEL                   | Elise Mertens (9)           | 10 de juny de 2024       | 14 de juliol de 2024   | 5                      | 39             |          |
| 49                    | NZL                         | Erin Routliffe           | 15 de juliol de 2024   | 8 de setembre de 2024  | 8              | 8        |
|                       | CZE                         | Kateřina Siniaková (5)   | 9 de setembre de 2024  | 27 de juliol de 2025   | 46             | 161      |
| 50                    | EUA                         | Taylor Townsend          | 28 de juliol de 2025   |                        | 1              | 1        |
| Núm.                  | País                        | Jugadora                 | Data inicial           | Data final             | Setmanes       | Acumulat |

## Setmanes al número 1

### Individual
| Pos. | Jugadora                | Setmanes |
| ---- | ----------------------- | -------- |
| 1.   | Martina Navrátilová     | 237      |
| 2.   | Liezel Huber            | 199      |
| 3.   | Cara Black              | 163      |
| 4.   | Kateřina Siniaková      | 161      |
| 5.   | Lisa Raymond            | 137      |
| 6.   | / Nataixa Zvéreva       | 124      |
| 7.   | Arantxa Sánchez Vicario | 111      |
| 8.   | Roberta Vinci           | 110      |
| 9.   | Sania Mirza             | 91       |
| 10.  | Martina Hingis          | 90       |
| 11.  | Sara Errani             | 87       |
| 11.  | Paola Suárez            | 87       |
| 13.  | Gigi Fernández          | 80       |
| 14.  | Helena Suková           | 68       |
| 15.  | Jana Novotná            | 67       |
| 16.  | Virginia Ruano Pascual  | 65       |
| 17.  | Samantha Stosur         | 61       |
| 18.  | Hsieh Su-Wei            | 59       |
| 19.  | Pam Shriver             | 48       |
| 20.  | Ai Sugiyama             | 45       |
| 21.  | Elise Mertens           | 39       |
| 22.  | Latisha Chan            | 34       |
| 23.  | Lindsay Davenport       | 32       |
| 23.  | Bethanie Mattek-Sands   | 32       |
| 25.  | Barbora Strýcová        | 28       |
| 26.  | Gisela Dulko            | 24       |
| 27.  | Peng Shuai              | 20       |
| 28.  | Barbora Krejčíková      | 19       |
| 29.  | Flavia Pennetta         | 18       |
| 30.  | Julie Halard-Decugis    | 14       |
| 31.  | Tímea Babos             | 13       |
| 32.  | Kristina Mladenovic     | 12       |
| 32.  | Storm Hunter            | 12       |
| 34.  | Anna Kúrnikova          | 10       |
| 34.  | Květa Peschke           | 10       |
| 34.  | Katarina Srebotnik      | 10       |
| 37.  | Erin Routliffe          | 8        |
| 37.  | Serena Williams         | 8        |
| 37.  | Venus Williams          |          |
| 40.  | Corina Morariu          | 7        |
| 40.  | Coco Gauff              | 7        |
| 42.  | Lucie Šafářová          | 6        |
| 42.  | Arina Sabalenka         | 6        |
| 44.  | Iekaterina Makàrova     | 5        |
| 44.  | Ielena Vesninà          | 5        |
| 46.  | Kim Clijsters           | 4        |
| 46.  | Larisa Neiland          | 4        |
| 48.  | Rennae Stubbs           | 3        |
| 48.  | Jessica Pegula          | 3        |
| 50.  | Taylor Townsend         | 1        |

| Tennistes en actiu           |
| En negreta l'actual número 1 |

### Països
| Pos. | País                     | Nombre jugadores | Total setmanes | Jugadores |
| ---- | ------------------------ | ---------------- | -------------- | --- |
| 1.   | Estats Units             | 13               | 768            | Martina Navrátilová, Pam Shriver, Gigi Fernández, Lindsay Davenport, Corina Morariu, Lisa Raymond, Liezel Huber, Venus Williams, Serena Williams, Bethanie Mattek-Sands, Coco Gauff, Jessica Pegula, Taylor Townsend |
| 2.   | Txecoslovàquia · Txèquia | 7                | 336            | Helena Suková, Jana Novotná, Květa Peschke, Lucie Šafářová, Barbora Krejčíková, Kateřina Siniaková, Barbora Strýcová                                                                                                 |
| 3.   | Itàlia                   | 3                | 215            | Flavia Pennetta, Sara Errani, Roberta Vinci |
| 4.   | Espanya                  | 2                | 176            | Arantxa Sánchez Vicario, Virginia Ruano Pascual |
| 5.   | Zimbàbue                 | 1                | 163            | Cara Black |
| 6.   | Belarús                  | 2                | 130            | Nataixa ZvérevaA, Arina Sabalenka |
| 7.   | Argentina                | 2                | 111            | Paola Suárez, Gisela Dulko |
| 8.   | República de la Xina     | 2                | 93             | Hsieh Su-Wei, Latisha Chan |
| 9.   | Índia                    | 1                | 91             | Sania Mirza |
| 10.  | Suïssa                   | 1                | 87             | Martina Hingis |
| 11.  | Austràlia                | 3                | 76             | Rennae Stubbs, Samantha Stosur, Storm Hunter |
| 12.  | Japó                     | 1                | 45             | Ai Sugiyama |
| 13.  | Bèlgica                  | 2                | 45             | Kim Clijsters, Elise Mertens |
| 14.  | França                   | 2                | 26             | Julie Halard-Decugis, Kristina Mladenovic |
| 15.  | R.P. de la Xina          | 1                | 20             | Peng Shuai |
| 16.  | Rússia                   | 3                | 15             | Anna Kúrnikova, Iekaterina Makàrova, Ielena Vesninà |
| 17.  | Hongria                  | 1                | 13             | Tímea Babos |
| 18.  | Eslovènia                | 1                | 10             | Katarina Srebotnik |
| 19.  | Nova Zelanda             | 1                | 8              | Erin Routliffe |
| 20.  | Letònia                  | 1                | 4              | Larisa Neiland |
| 21.  | Unió Soviètica           | 1                | 1              | Nataixa ZvérevaA |

- En negreta les tennistes en actiu.
- Nota A:  Nataixa Zvéreva fou número 1 una setmana representant l'URSS i la resta de setmanes representant Belarús.

## Jugadores número 1 a final d'any

### Per any
| Any  | Jugadora                                        | Equip                                             |
| ---- | ----------------------------------------------- | ------------------------------------------------- |
| 1984 | Martina Navrátilová (1)                         | Martina Navrátilová (1) / Pam Shriver (2)         |
| 1985 | Pam Shriver (2)                                 | Martina Navrátilová / Pam Shriver                 |
| 1986 | Martina Navrátilová                             | Martina Navrátilová / Pam Shriver                 |
| 1987 | Martina Navrátilová                             | Martina Navrátilová / Pam Shriver                 |
| 1988 | Martina Navrátilová                             | Martina Navrátilová / Pam Shriver                 |
| 1989 | Martina Navrátilová                             | Helena Suková (3) / Jana Novotná (4)              |
| 1990 | Helena Suková (3)                               | Helena Suková / Jana Novotná                      |
| 1991 | Jana Novotná (4)                                | Gigi Fernández (5) / Jana Novotná                 |
| 1992 | Helena Suková                                   | Larisa Neiland (6) / Nataixa Zvéreva (7)          |
| 1993 | Gigi Fernández (5)                              | Gigi Fernández / Nataixa Zvéreva                  |
| 1994 | Nataixa Zvéreva (6)                             | Gigi Fernández / Nataixa Zvéreva                  |
| 1995 | Arantxa Sánchez Vicario (7)                     | Gigi Fernández / Nataixa Zvéreva                  |
| 1996 | Arantxa Sánchez Vicario                         | Jana Novotná / Arantxa Sánchez Vicario (8)        |
| 1997 | Nataixa Zvéreva                                 | Gigi Fernández / Nataixa Zvéreva                  |
| 1998 | Nataixa Zvéreva                                 | Martina Hingis (9) / Jana Novotná                 |
| 1999 | Anna Kúrnikova (8)                              | Martina Hingis / Anna Kúrnikova (10)              |
| 2000 | Ai Sugiyama (9)                                 | Serena Williams (11) / Venus Williams (12)        |
| 2001 | Lisa Raymond (10)                               | Lisa Raymond (13) / Rennae Stubbs (14)            |
| 2002 | Paola Suárez (11)                               | Virginia Ruano Pascual (15) / Paola Suárez (16)   |
| 2003 | Paola Suárez                                    | Virginia Ruano Pascual / Paola Suárez             |
| 2004 | Virginia Ruano Pascual (12)                     | Virginia Ruano Pascual / Paola Suárez             |
| 2005 | Cara Black (13)                                 | Lisa Raymond / Samantha Stosur (17)               |
| 2006 | Lisa Raymond Samantha Stosur (14)               | Lisa Raymond / Samantha Stosur                    |
| 2007 | Cara Black Liezel Huber (15)                    | Cara Black (18) / Liezel Huber (19)               |
| 2008 | Cara Black Liezel Huber                         | Cara Black / Liezel Huber                         |
| 2009 | Cara Black Liezel Huber                         | Serena Williams / Venus Williams                  |
| 2010 | Gisela Dulko (16)                               | Gisela Dulko (20) / Flavia Pennetta (21)          |
| 2011 | Liezel Huber                                    | Květa Peschke (22) / Katarina Srebotnik (23)      |
| 2012 | Roberta Vinci (17)                              | Sara Errani (24) / Roberta Vinci (25)             |
| 2013 | Roberta Vinci                                   | Sara Errani / Roberta Vinci                       |
| 2013 | Sara Errani (18)                                | Sara Errani / Roberta Vinci                       |
| 2014 | Roberta Vinci Sara Errani                       | Sara Errani / Roberta Vinci                       |
| 2015 | Sania Mirza (19)                                | Martina Hingis / Sania Mirza (26)                 |
| 2016 | Sania Mirza                                     | Caroline Garcia (27) / Kristina Mladenovic (28)   |
| 2017 | Chan Yung-jan (20) Martina Hingis (21)          | Chan Yung-jan (29) / Martina Hingis               |
| 2018 | Barbora Krejčíková (22) Kateřina Siniaková (23) | Barbora Krejčíková (30) / Kateřina Siniaková (31) |
| 2019 | Barbora Strýcová (24)                           | Tímea Babos (32) / Kristina Mladenovic            |
| 2020 | Hsieh Su-wei (25)                               | Tímea Babos / Kristina Mladenovic                 |
| 2021 | Kateřina Siniaková                              | Barbora Krejčíková / Kateřina Siniaková           |
| 2022 | Kateřina Siniaková                              | Barbora Krejčíková / Kateřina Siniaková           |
| 2023 | Storm Sanders (26)                              | Storm Sanders (33) / Elise Mertens (34)           |
| 2024 | Kateřina Siniaková                              | Jelena Ostapenko (35) / Liudmila Kitxenok (36)    |

| Núm. 1 totes les setmanes de l'any |

### Per freqüència
| Núm. | País  | Jugadora                |
| ---- | ----- | ----------------------- |
| 5    | EUA   | Martina Navrátilová     |
| 4    | ZIM   | Cara Black              |
| 4    | USA   | Liezel Huber            |
| 4    | CZE   | Kateřina Siniaková      |
| 3    | ITA   | Roberta Vinci           |
| 3    | / BLR | Nataixa Zvéreva         |
| 2    | ITA   | Sara Errani             |
| 2    | IND   | Sania Mirza             |
| 2    | USA   | Lisa Raymond            |
| 2    | ESP   | Arantxa Sánchez Vicario |
| 2    | ARG   | Paola Suárez            |
| 2    | CZE   | Helena Suková           |
| 1    | RXN   | Chan Yung-jan           |
| 1    | ARG   | Gisela Dulko            |
| 1    | USA   | Gigi Fernández          |
| 1    | CHE   | Martina Hingis          |
| 1    | CZE   | Barbora Krejčíková      |
| 1    | RUS   | Anna Kúrnikova          |
| 1    | CZE   | Jana Novotná            |
| 1    | ESP   | Virginia Ruano Pascual  |
| 1    | AUS   | Storm Sanders           |
| 1    | USA   | Pam Shriver             |
| 1    | AUS   | Samantha Stosur         |
| 1    | CZE   | Barbora Strýcová        |
| 1    | JPN   | Ai Sugiyama             |
| 1    | RXN   | Hsieh Su-wei            |

## Miscel·lània

### Jugadores número 1 sense haver guanyat un torneig Grand Slam
| Jugador        | Data número 1          | Primera final Grand Slam  | Primer títol Grand Slam   |
| -------------- | ---------------------- | ------------------------- | ------------------------- |
| Gisela Dulko   | 20 de novembre de 2010 | Open d'Austràlia 2011 (1) | Open d'Austràlia 2011 (1) |
| Sania Mirza    | 13 d'abril de 2015     | Roland Garros 2011 (4)    | Wimbledon 2015 (3)        |
| Coco Gauff     | 15 d'agost de 2022     | US Open 2021 (2)          | Roland Garros 2024        |
| Jessica Pegula | 11 de setembre de 2023 | Roland Garros 2023 (1)    | −                         |
| Storm Hunter   | 6 de novembre de 2023  | Wimbledon 2023 (1)        | −                         |